# Fulgor Libertas Forlì 2012-2013
La Fulgor Libertas Forlì 2012-2013, sponsorizzata Le Gamberi Foods, ha preso parte al campionato professionistico italiano di Legadue.

## Stagione

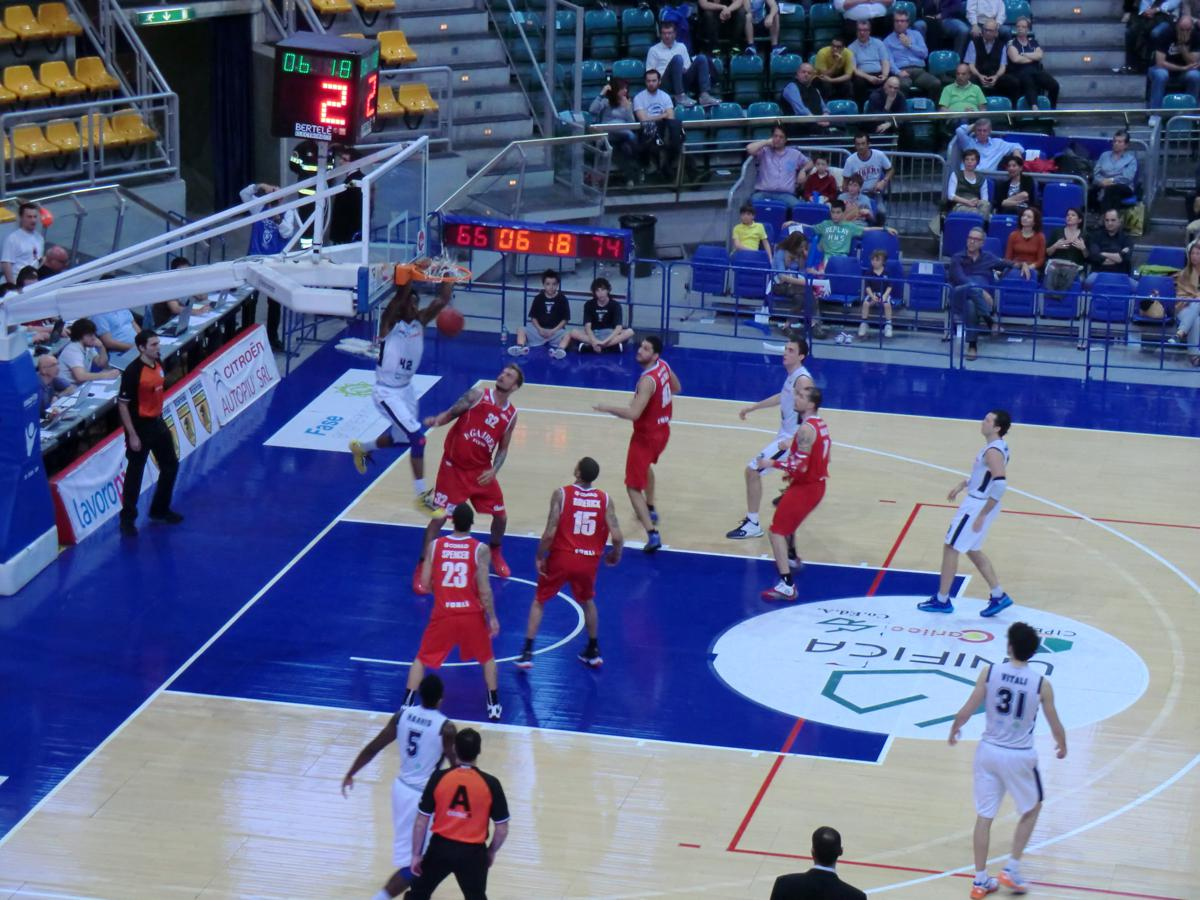
Azione in una partita contro i Biancoblù Basket Bologna, 2013.

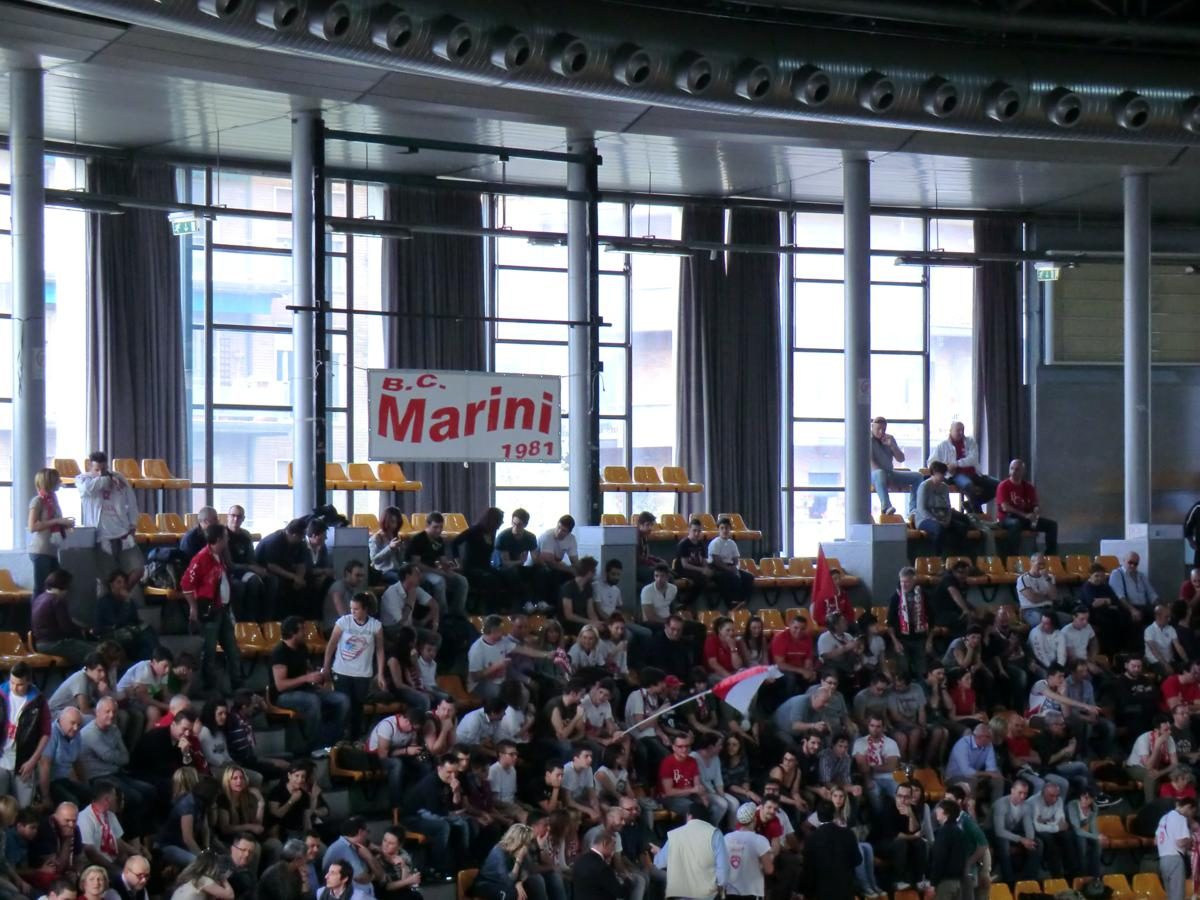
Tifosi biancorossi in trasferta.

Per la società si tratta della terza partecipazione al campionato di Legadue. Al termine della stagione regolare ottiene il quinto posto. Ai play-off viene eliminata ai quarti di finale dal Basket Brescia Leonessa.

## Dettaglio partite
| Gior. | Data             | Partita                                             | Ris.   | Mvp Forlì         | Scarto |
| 1     | 7 ottobre 2012   | Prima Veroli - Le Gamberi Foods Forlì               | 74-77  | Terrence Roderick | +3     |
| 2     | 14 ottobre 2012  | Le Gamberi Foods Forlì - Tesi Group Pistoia         | 57-84  | Bo Spencer        | -27    |
| 3     | 21 ottobre 2012  | Sigma Barcellona - Le Gamberi Foods Forlì           | 92-94  | Mattia Soloperto  | +2     |
| 4     | 28 ottobre 2012  | FMC Ferentino - Le Gamberi Foods Forlì              | 87-68  | Mattia Soloperto  | -19    |
| 5     | 4 novembre 2012  | Le Gamberi Foods Forlì - Givova Scafati             | 76-84  | Terrence Roderick | -8     |
| 6     | 9 novembre 2012  | Le Gamberi Foods Forlì - Fileni Jesi                | 63-70  | Bo Spencer        | -7     |
| 7     | 18 novembre 2012 | AcegasAps Trieste - Le Gamberi Foods Forlì          | 70-76  | Bo Spencer        | +6     |
| 9     | 2 dicembre 2012  | Novipiù Casale Monferrato - Le Gamberi Foods Forlì  | 77-68  | Terrence Roderick | -9     |
| 10    | 8 dicembre 2012  | Le Gamberi Foods Forlì - Upea Capo D'Orlando        | 71-76  | Miroslav Todić    | -5     |
| 11    | 16 dicembre 2012 | Aget Imola - Le Gamberi Foods Forlì                 | 69-77  | Terrence Roderick | +8     |
| 12    | 23 dicembre 2012 | Centrale del Latte Brescia - Le Gamberi Foods Forlì | 93-97  | Amedeo Tessitori  | +4     |
| 13    | 30 dicembre 2012 | Le Gamberi Foods Forlì - Biancoblù Basket Bologna   | 96-71  | Miroslav Todić    | +25    |
| 14    | 6 gennaio 2013   | Le Gamberi Foods Forlì - Bitumcalor Trento          | 87-84  | Terrence Roderick | +3     |
| 15    | 12 gennaio 2013  | Tezenis Verona - Le Gamberi Foods Forlì             | 89-60  | Bo Spencer        | -29    |
| 16    | 20 gennaio 2013  | Le Gamberi Foods Forlì - Prima Veroli               | 84-73  | Miroslav Todić    | +11    |
| 17    | 27 gennaio 2013  | Tesi Group Pistoia - Le Gamberi Foods Forlì         | 79-76  | Miroslav Todić    | -3     |
| 18    | 8 febbraio 2013  | Le Gamberi Foods Forlì - Sigma Barcellona           | 77-81  | Miroslav Todić    | -4     |
| 19    | 17 febbraio 2013 | Le Gamberi Foods Forlì - FMC Ferentino              | 102-97 | Mattia Soloperto  | +5     |
| 20    | 22 febbraio 2013 | Givova Scafati - Le Gamberi Foods Forlì             | 82-86  | Stefano Borsato   | +4     |
| 21    | 3 marzo 2013     | Fileni Jesi - Le Gamberi Foods Forlì                | 78-77  | Terrence Roderick | -1     |
| 22    | 17 marzo 2013    | Le Gamberi Foods Forlì - AcegasAps Trieste          | 86-76  | Terrence Roderick | +10    |
| 24    | 24 marzo 2013    | Le Gamberi Foods Forlì - Novipiù Casale Monferrato  | 77-78  | Terrence Roderick | -1     |
| 25    | 7 aprile 2013    | Upea Capo D'Orlando - Le Gamberi Foods Forlì        | 79-84  | Terrence Roderick | +5     |
| 26    | 14 aprile 2013   | Le Gamberi Foods Forlì - Aget Imola                 | 91-88  | Terrence Roderick | +3     |
| 27    | 21 aprile 2013   | Le Gamberi Foods Forlì - Centrale del Latte Brescia | 85-83  | Stefano Borsato   | +2     |
| 28    | 25 aprile 2013   | Biancoblù Basket Bologna - Le Gamberi Foods Forlì   | 97-101 | Bernardo Musso    | +4     |
| 29    | 28 aprile 2013   | Bitumcalor Trento - Le Gamberi Foods Forlì          | 94-71  | Stefano Borsato   | -23    |
| 30    | 5 maggio 2013    | Le Gamberi Foods Forlì - Tezenis Verona             | 76-68  | Bernardo Musso    | +8     |
| POQG1 | 12 maggio 2013   | Centrale del Latte Brescia - Le Gamberi Foods Forlì | 99-70  | Terrence Roderick | -29    |
| POQG2 | 14 maggio 2013   | Centrale del Latte Brescia - Le Gamberi Foods Forlì | 97-87  | Terrence Roderick | -10    |
| POQG3 | 17 maggio 2013   | Le Gamberi Foods Forlì - Centrale del Latte Brescia | 79-87  | Terrence Roderick | -8     |